# 陕西北路
陕西北路，是中國上海市中心城区一条南北向的道路，横跨静安、普陀两区。该路初建于1899年，南起延安中路，与陕西南路相接，北抵苏州河畔的宜昌路。全路由工部局所筑马路西摩路和宁波籍富商李家所筑私人马路李诵清堂路合并而成。该街区自建成以来多为高档住宅区。陕西北路被评为中国历史文化名街。

## 历史
1899年，上海公共租界进行再一次扩界，经由此次扩界以后，公共租界以西原先的农村田舍全都进入租界范围。是年，公共租界工部局开始辟筑租界道路。在此之前，今陕西北路地区已有宁波籍银行家族小港李氏在此定居，并辟筑了两条私家马路，其中一条命名为李诵清堂路，即今陕西北路新闸路以北段。
1905年，今陕西北路新闸路以南段完工，租界当局以英国将军西摩的名字命名，称之为西摩路
。1943年，上海特别市政府收回租界，遂更改租界内道路名称，以示去殖民化。而西摩路随同李诵清堂路一同更名为祁门路。1946年，上海市政府再度统一全市道路名，以陕西省名来命名祁门路和咸阳路，原北段即祁门路于是定名为陕西北路。2000年，陝西北路北端從長壽路延伸至普陀路。

## 沿街建筑
陕西北路自落成以来，一直为上海的高档居民区，居住着大批外侨和社会名流，尤其以新闸路以南段为最。目前新闸路以南的陕西北路，是上海历史风貌保护区。陕西北路沿街的知名建筑有：
- 80号  陈炳谦住宅(优秀历史建筑，部分拆除后报批撤销)  第二工业大学
- 175号 华业公寓
- 186号 荣家老宅  1918年
- 203号 平安大楼
- 369号 宋嘉樹家族故宅  1928年
- 375号 怀恩堂  1942年
- 457号 何东上海公馆  1938年
- 500号 犹太教拉结会堂  1920年

## 交汇道路 (南向北)
- 宜昌路
- 澳门路
- 普陀路
- 长寿路
- 新会路
- 安远路
- 新丰路
- 海防路
- 昌平路
- 康定路
- 新闸路
- 北京西路
- 南阳路
- 奉贤路
- 南京西路
- 威海路
- 延安中路